# Ruda-Huta (gmina)

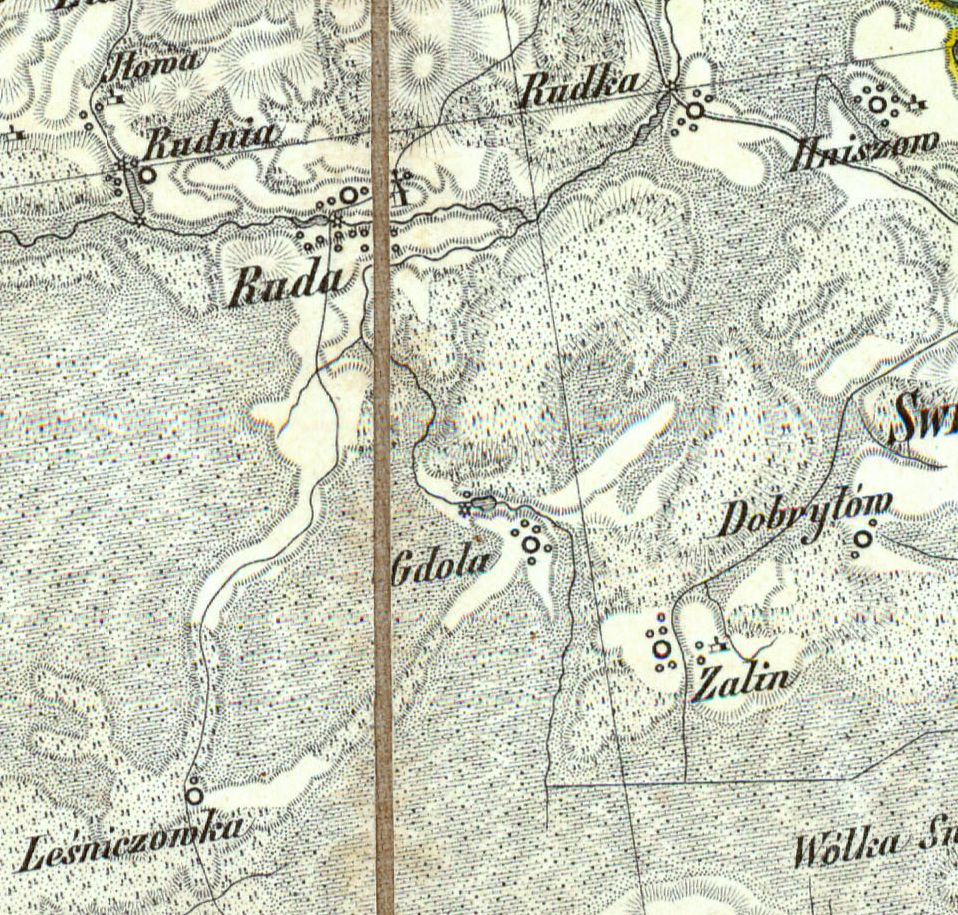
Tereny gminy Ruda Huta na mapie Reymanna, XIX w.

Ruda-Huta (daw. gmina Świerże) – gmina wiejska w województwie lubelskim, w powiecie chełmskim. W latach 1975–1998 gmina położona była w województwie chełmskim.
Siedziba gminy to Ruda-Huta.
Według danych z 30 września 2009 (źródło – Państwowa Komisja Wyborcza), gminę zamieszkiwało 4831 osób. Według GUS liczba mieszkańców gminy w dniu 31 marca 2011 r. wynosiła 4794.

## Ochrona przyrody
Na obszarze gminy częściowo znajduje się rezerwat przyrody Bagno Serebryskie chroniący torfowisko węglanowe, będące ostoją bardzo rzadkich gatunków ptaków i roślin
.

## Struktura powierzchni
Według danych z roku 2002 gmina Ruda-Huta ma obszar 112,48 km², w tym:
- użytki rolne: 73%
- użytki leśne: 17%

Gmina stanowi 6,32% powierzchni powiatu.

## Demografia

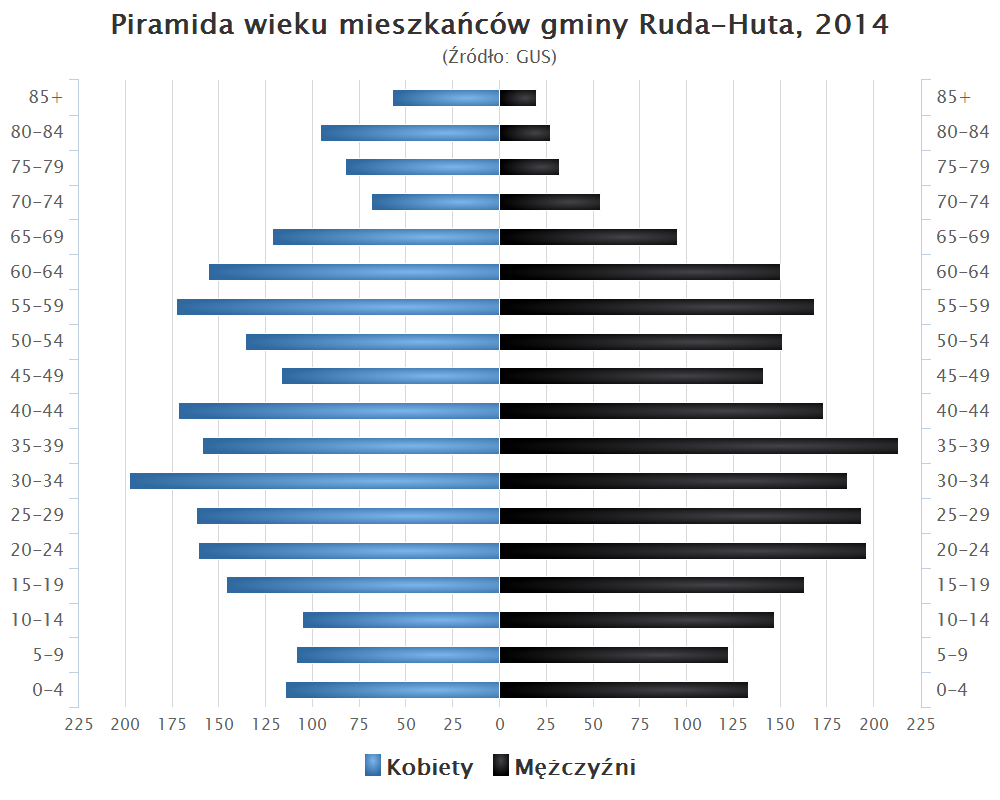
Piramida wieku mieszkańców gminy Ruda-Huta w 2014 roku

Dane z 30 czerwca 2004:
| Opis                              | Ogółem | Ogółem | Kobiety | Kobiety | Mężczyźni | Mężczyźni |
| --------------------------------- | ------ | ------ | ------- | ------- | --------- | --------- |
| jednostka                         | osób   | %      | osób    | %       | osób      | %         |
| populacja                         | 4847   | 100    | 2423    | 50      | 2424      | 50        |
| gęstość zaludnienia (mieszk./km²) | 43,1   | 43,1   | 21,5    | 21,5    | 21,6      | 21,6      |

## Sołectwa
Chromówka, Dobryłów, Gdola, Gotówka, Hniszów, Jazików, Karolinów, Leśniczówka, Poczekajka, Ruda, Ruda-Huta, Ruda-Opalin, Rudka, Zarudnia, Żalin.

## Miejscowości niesołeckie
Hniszów-Kolonia, Iłowa, Konotopa, Marynin, Marysin, Miłosław, Ruda-Kolonia, Rudka-Kolonia, Tarnówka, Żalin (osada leśna), Żalin-Kolonia.

## Sąsiednie gminy
Chełm, Dorohusk, Sawin, gmina Wola Uhruska. Gmina sąsiaduje z Ukrainą.